# Sedum bonnieri
Sedum bonnieri är en fetbladsväxtart som beskrevs av R.-hamet. Sedum bonnieri ingår i Fetknoppssläktet som ingår i familjen fetbladsväxter. Inga underarter finns listade i Catalogue of Life.